# Meuilley
Meuilley ist eine französische Gemeinde mit 420 Einwohnern (Stand: 1. Januar 2022) im Département Côte-d’Or in der Region Bourgogne-Franche-Comté (vor 2016 Bourgogne); sie gehört zum Arrondissement Beaune und zum Kanton Nuits-Saint-Georges.

## Geographie
Meuilley liegt etwa 23 Kilometer südsüdwestlich von Dijon. An der nordöstlichen Gemeindegrenze verläuft der Fluss Meuzin. Umgeben wird Meuilley von den Nachbargemeinden Messanges und Segrois im Norden, Villars-Fontaine im Norden und Nordosten, Chaux im Osten, Marey-lès-Fussey im Süden, Arcenant im Süden und Westen sowie Chevannes im Westen und Nordwesten.

## Bevölkerung
| Jahr                       | 1962 | 1968 | 1975 | 1982 | 1990 | 1999 | 2006 | 2011 | 2016 |
| Einwohner                  | 272  | 280  | 259  | 419  | 459  | 411  | 455  | 455  | 466  |
| Quellen: Cassini und INSEE |      |      |      |      |      |      |      |      |      |

## Sehenswürdigkeiten
- gallorömisches Gräberfeld
- Kirche Saint-Léger aus dem 19. Jahrhundert